# Sodoma e Gomorra

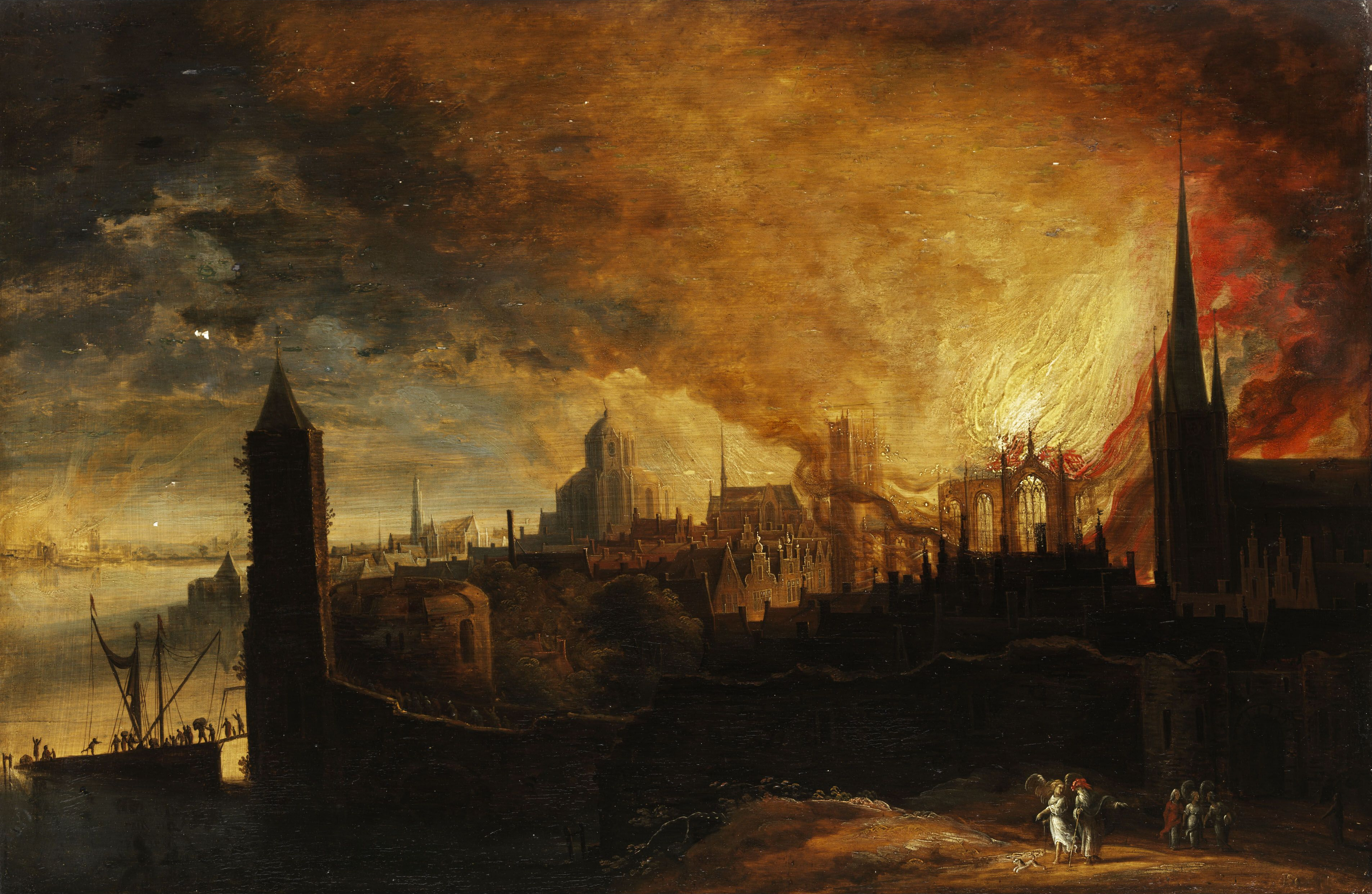
Sodoma e Gomorra em chamas por Daniel van Heil, 1650

Sodoma e Gomorra (em hebraico: סְדוֹם; romaniz.: Sodom; em hebraico: עֲמוֹרָה; romaniz.: Amorah) são, de acordo com a Bíblia, duas cidades que teriam sido destruídas por Deus com fogo e/ou enxofre caídos do céu. Segundo o relato bíblico (Genesis 18: e Genesis 19:), as cidades e seus habitantes foram destruídos por Deus devido a seus pecados e à prática de atos contrários à moral dos antigos israelitas, dentre os quais a tentativa de estupro a dois anjos do Senhor.

## História
A expressão "Sodoma e Gomorra" se aplica, por extensão, às cinco cidades-estado do vale de Sidim, no mar Morto (também chamado mar Salgado): Sodoma, Gomorra, Admá, Zebolim e Bela (também chamada de Zoar).
O vale de Sidim ("Vale dos Campos") era descrito como um lugar paradisíaco. Ocupava uma área aproximadamente circular no vale inferior do mar Morto, actualmente submerso pelas suas águas salgadas. A região é chamada em hebraico de Kikkár que significa "bacia". A pequena península na margem oriental do mar Salgado é chamada em árabe de El-Lisan, que significa "a língua". Desde a península de El-Lisan ao extremo sul se estenderia o Vale de Sidim. O seu fundo registra uma profundidade de 15 a 20 metros, enquanto para norte da península o fundo desce rapidamente para uma profundidade de 400 metros.
Sodoma e Gomorra têm sido usadas historicamente e no discurso moderno como metáforas da homossexualidade, e são a origem das palavras inglesas sodomita, um termo pejorativo para homossexuais masculinos, e sodomia, que é usado em um contexto legal sob o rótulo de "crimes contra a natureza" para descrever sexo anal ou oral (particularmente homossexual) e bestialidade. Isso é baseado na exegese do texto bíblico que interpreta o julgamento divino sobre Sodoma e Gomorra como punição pelo pecado do sexo homossexual, embora alguns estudiosos contemporâneos contestem essa interpretação. Algumas sociedades islâmicas incorporam punições associadas a Sodoma e Gomorra na sharia.

### Os crimes de Sodoma

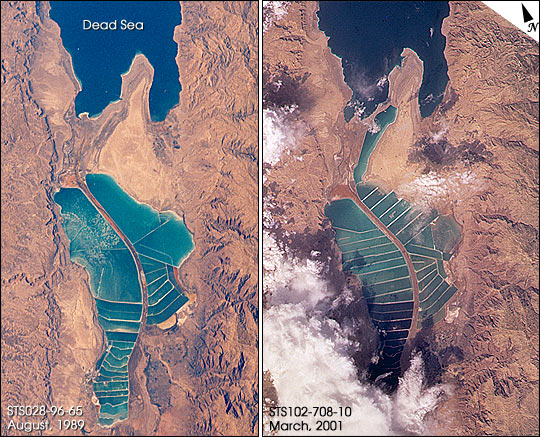
Vale de Sidim, a Sul de "El-Lisã", mar Morto

Após o retorno de Abraão do Egito, o relato bíblico menciona que os habitantes de Sodoma eram grandes pecadores contra Deus. Porém, isso não impediu uma coexistência pacífica entre os habitantes de Sodoma com o patriarca Abraão e com o seu sobrinho, Ló.
Alguns escritos judaicos clássicos enfatizam os aspectos de crueldade e falta de hospitalidade com forasteiros. Uma tradição rabínica, exposta na Misná, afirma que os pecados de Sodoma estavam relacionados à ganância e ao apego excessivo à propriedade, e que são interpretados como sinais de falta de compaixão. Alguns textos rabínicos acusam os sodomitas de serem blasfemos e sanguinários.
Outra tradição rabínica indica que Sodoma e Gomorra tratavam os visitantes de forma sádica. Um dos crimes cometidos contra os forasteiros é quase idêntico ao de Procusto, na mitologia grega, dizendo respeito à "cama de Sodoma" (midat sodom), na qual todos visitantes eram obrigados a dormir. Se os hóspedes fossem mais altos, eram amputados, se eram mais baixos, eram esticados até atingirem o comprimento da cama.
Segundo o livro de Gênesis, dois anjos de Deus dizem a Abraão que "o clamor de Sodoma e Gomorra se tem multiplicado, e porquanto o seu pecado se tem agravado muito". Abraão, então, intercede consecutivas vezes pelo povo sodomita, e Deus, ao final, lhe responde que, se houvesse em Sodoma dez justos na cidade, ela não seria destruída.
Ferindo com cegueira os homens que estavam junto à porta da casa de Ló, por quererem abusar sexualmente dos anjos enviados por Deus, os anjos retiram Ló e sua família da cidade e lhes dão a ordem de seguirem sempre em direção das montanhas sem olharem para trás. A esposa de Ló desobedeceu a ordem dada pelos anjos e olhou para trás, e foi transformada em estátua de sal. Então, de acordo com Gênesis, inicia-se a destruição de Sodoma e de toda a planície daquela região.
A destruição ardente de Sodoma e Gomorra, e a existência de poços de betume (asfalto) naquela região são descritas na Bíblia. Muitos peritos acham que as águas do Mar Morto talvez se tenham elevado no passado e tenham estendido a sua extremidade meridional numa considerável distância, cobrindo assim o que talvez tenha sido o lugar dessas duas cidades. Explorações feitas nessa região mostram ser ela uma área queimada, de óleo e asfalto. A respeito desse assunto diz o livro Light From the Ancient Past (Luz do Passado Remoto), de Jack Finegan (1959, p. 147): “Uma cuidadosa pesquisa da evidência literária, geológica e arqueológica aponta para a conclusão de que as infames ‘cidades da planície’ estavam na área que agora está submersa . . . e que sua ruína foi realizada por um grande terremoto, provavelmente acompanhado por explosões, relâmpagos, ignição de gás natural e conflagração geral.”
Os textos proféticos (como o Livro de Ezequiel, capítulo 16, versículo 49) explicam que Sodoma foi destruída por causa de seu orgulho, descuido e por não ter ajudado os pobres e os infelizes. Em Evangelho segundo Mateus, capítulo 11, versículo 23, Jesus mencionou que Sodoma foi destruída por sua falta de hospitalidade.

## Evidências arqueológicas
Os arqueólogos nunca encontraram nenhuma evidência significativa, até então, da existência de Sodoma e Gomorra. Porém, há indícios novos de que foram encontradas no Monte Telel Hamã, na Jordânia, próxima ao Rio Jordão e ao Mar Morto. A região teve uma grande atenção devido ao tamanho apresentado das antigas cidades-estado, ou seja, 5x até 10x; como é descrito na Bíblia e na Torá. Essas escavações foram organizadas pela equipe de pesquisadores da Universidade Trinitária Southwest, do Novo México, sendo comandadas pelo arqueólogo Steven Collins.

### Desastre natural
Foi teorizado que, se a história tem uma base histórica, as cidades podem ter sido destruídas por um desastre natural. Uma dessas ideias é que o Mar Morto foi devastado por um terremoto entre 2 100 e 1 900 a.C.. Isso pode ter desencadeado chuvas de alcatrão fumegante.
Em 2008, uma peça de argila conhecida como "planisfério", descoberta por Henry Layard em meados do século XIX, foi analisada pelos pesquisadores Alan Bond, da empresa Reaction Engines e Mark Hempsell, da Universidade de Bristol, que descobriram que a placa foi escrita por um astrônomo sumério onde os relatos datavam da noite do dia 29 de junho de 3123 a.C. no calendário juliano. Os pesquisadores afirmam que metade da placa contém informações sobre posições planetárias e de nuvens e a outra metade é uma observação de um asteroide com dimensões maiores que um quilômetro. Segundo Mark Hempsell, com base no tamanho e rota descritos, há a possibilidade de esse asteroide ter se chocado contra os Alpes austríacos na região de Köfels. Não houve cratera que pudesse evidenciar explosão, pelo fato de ele ter voado próximo ao chão, deixando um rastro de destruição causado pela onda supersônica. Seu rastro teria gerado uma bola de fogo com temperaturas próximas a 400°C e devastado aproximadamente uma área de 1 milhão de quilômetros quadrados. Hempsell sugere que a nuvem de fumaça consequente à explosão do asteroide atingiu o monte Sinai, algumas regiões do Oriente Médio e o norte do Egito, vitimando diversas pessoas. A escala de devastação se assemelha com o relatado no Antigo Testamento na destruição das cidades de Sodoma e Gomorra.  Um documento de conferência de 2018 identificou um evento de explosão aérea semelhante a Tunguska perto do Mar Morto ca. 1 700 a.C., que destruiu uma região incluindo Telel Hamã.  Um grupo de pesquisadores determinou que o choque da explosão sobre Telel Hamã foi suficiente para arrasar a cidade, destruindo o palácio e as paredes circundantes e estruturas de tijolos de barro há 3.650 anos.